# 石井マーク (企業)
石井マーク（いしいマーク）とは、大阪府大阪市北区に本社を置く銘板やステッカーなどの製作を行う株式会社である。

## 概要
大阪市北区末広町に本社を置き、銘板やステッカー製作、標識や工事用品等を取り扱っている。

### twitter
同社のtwitterでは、酸素欠乏災害や一酸化炭素中毒といった事故の危険性についてなどの投稿のほか、「今日の言葉」などの真面目ではない分類の投稿なども行っている。
実際に起こった事故の事例の紹介も行っており、死者や負傷者が出ていないものについては、ネタを交えての紹介も行っている。死者や負傷者が出ていても「面白くないことは見ていない」人がいることからネタを交える可能性はあるとのこと。

## 事業内容
- 銘板･ステッカー製作
- 標識・工事用品
- 保安用品
- 配管識別表示
- その他製品（シーリング板・無地補修板・樹脂板加工・施工用テープ）[4]

### 聴覚過敏のマーク
聴覚過敏の対策のためのイヤーマフ、ヘッドホンが「ヘッドホンで音楽を聞いている」と勘違いされてしまうなど、聴覚過敏の人への理解が進んでいない状況が注目される中、石井マークが「聴覚過敏保護用シンボルマーク」を制作。ウサギの耳にヘッドホンをつけたマークで、ホームページ上で無償提供されている。